# Needlz
Khari Cain, cunoscut sub numele de scenă Needlz, este un producător american, inginer de sunet și compozitor, câștigător al premiului Grammy.

## Stilul de producție
Needlz produce mai ales cântece aparținând genului hip hop. Și-a descris stilul ca fiind un oximoron: curat și murdar în același timp. Folosește Akai MPC2000XL și Pro Tools pentru producția de beat-uri și utlizează Kurzweil K2661 și Roland MKS-80 ca sintetizatori.